# Ray Oldham
Ray Oldham é um ex-jogador profissional de futebol americano estadunidense.

## Carreira
Ray Oldham foi campeão da temporada de 1978 da National Football League jogando pelo Pittsburgh Steelers.